# Mitiaro
Mitiaro is een eiland dat onderdeel uitmaakt van de archipel van de Cookeilanden.
Het eiland is door vulkanische activiteit gevormd. Qua grootte is Mitiaro het vierde eiland van de archipel. Het eiland is 6,4 kilometer breed op zijn breedste punt.

## Geografie
Het eiland is omringd door een koraalrif dat tussen de 6 en 9 meter hoog is. De oceaan die Mitiaro omringt is 4500 meter diep.
Het centrum van het eiland, dat vrij drassig is, is vrijwel geheel vlak en bevat drie zoetwatermeren die onderling met elkaar verbonden zijn. Deze meren worden bevolkt door paling en tilapia, ook wel bekend als brasem, die werd geïmporteerd vanuit Afrika.